# 道の駅ハチ北
道の駅ハチ北（みちのえき ハチきた）は、兵庫県美方郡香美町村岡区福岡にある国道9号の道の駅である。

## 施設
- 駐車場
  - 普通車：20台
  - 大型車：14台
  - 身障者用：2台
- トイレ
  - 男：大 2器（2器）、小 5器（5器）
  - 女：5器（4器）
  - 身障者用：2器（2器）

※（）内は、24時間利用可能
- 特産品販売所
- レストラン
- 公衆電話

## 定休日
- 毎週火曜日

## アクセス
- 国道9号 - 登録路線
  - 兵庫県道89号村岡小代線

## 周辺
- ハチ北高原 - ハチ北スキー場・スカイバレイスキー場・ハチ北温泉
- 兎和野高原 - 兵庫県立兎和野高原野外教育センター
- 瀞川平 - 但馬高原植物園・兵庫県立木の殿堂・ロッジかどま